# ブルメアチン
ブルメアチン(Blumeatin)は、タカサゴギク(Blumea balsamifera)に含まれるフラバノンである。クソニンジン中に存在しているとの報告もある。

## 構造
ブルメアチンはフラバノンの骨格構造を持ち、5位、3'位、5'位の3か所にヒドロキシ基、7位にメトキシ基を持つ。